# Prémesques
Prémesques (ndl.: „Permeke“) ist eine französische Gemeinde mit 2029 Einwohnern (Stand 1. Januar 2022) im Département Nord in der Region Hauts-de-France. Sie gehört zum Arrondissement Lille und zum Kanton Armentières.

## Geografie
Die Gemeinde Prémesques liegt zwischen Lille und Armentières, vier Kilometer südlich der Grenze zu Belgien.

### Angrenzende Gemeinden
|                           | Houplines                                   | Pérenchies |
| La Chapelle-d’Armentières | Kompassrose, die auf Nachbargemeinden zeigt | Lomme      |
| Ennetières-en-Weppes      |                                             | Capinghem  |

## Etymologie und Geschichte
Prémesques wurde im Jahr 1143 als „Primeca “ erstmals schriftlich erwähnt, was wohl vom lateinischen „Primiacum “ abgeleitet worden ist und auf den männlichen Vornamen Primius zurückgeht.
Während des Ersten Weltkriegs lag die Britisch-Deutsche Front ganz in der Nähe, die damit einhergehenden Kampfhandlungen verursachten in Prémesques große Zerstörungen.

## Bevölkerungsentwicklung
| Jahr                       | 1962 | 1968 | 1975 | 1982 | 1990 | 1999 | 2011 | 2020  |
| Einwohner                  | 1268 | 1141 | 1089 | 1416 | 1922 | 1925 | 2193 | 72092 |
| Quellen: Cassini und INSEE |      |      |      |      |      |      |      |       |

## Sehenswürdigkeiten

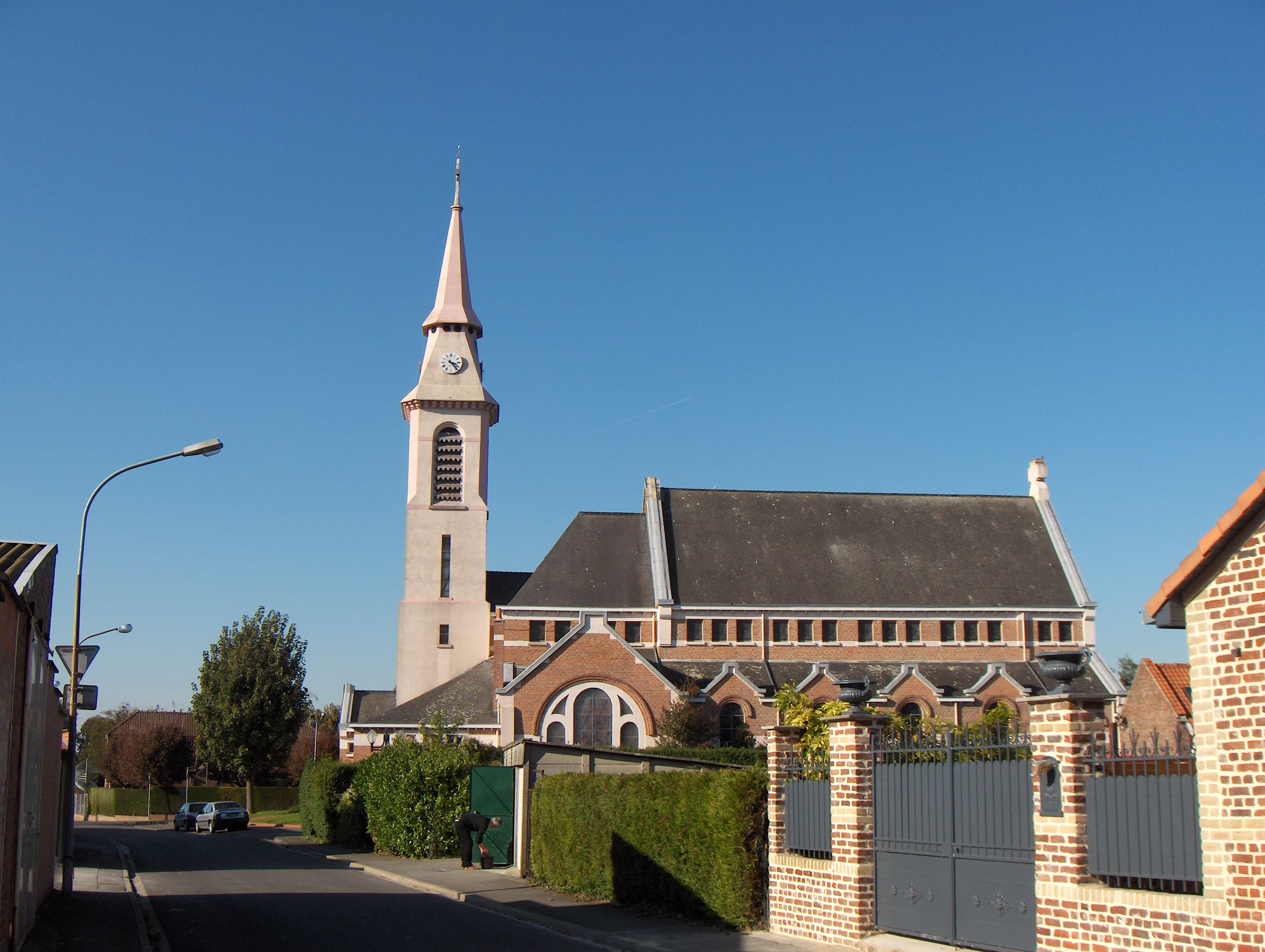
Kirche Saint-Laurent
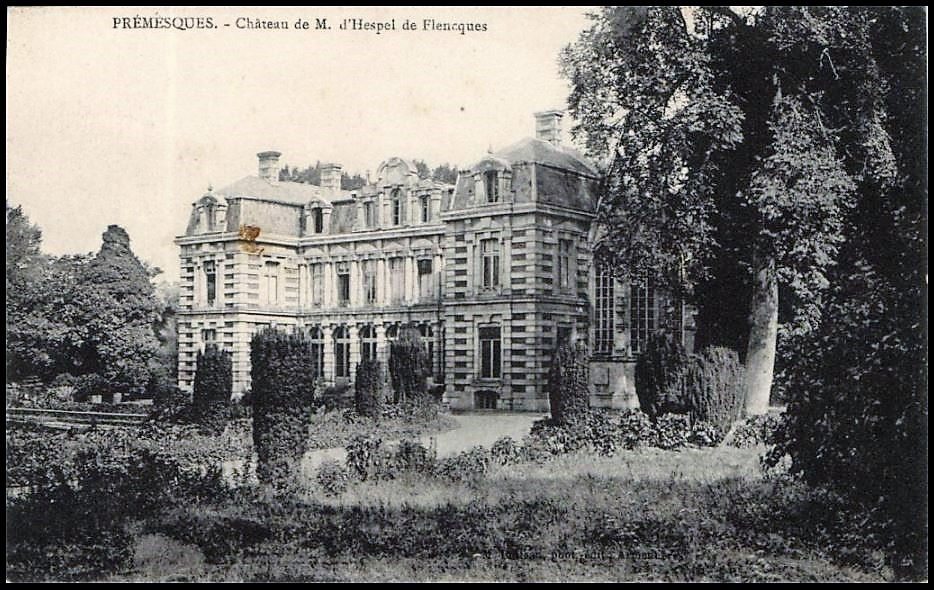
Schoss Anfang des 20. Jahrhunderts
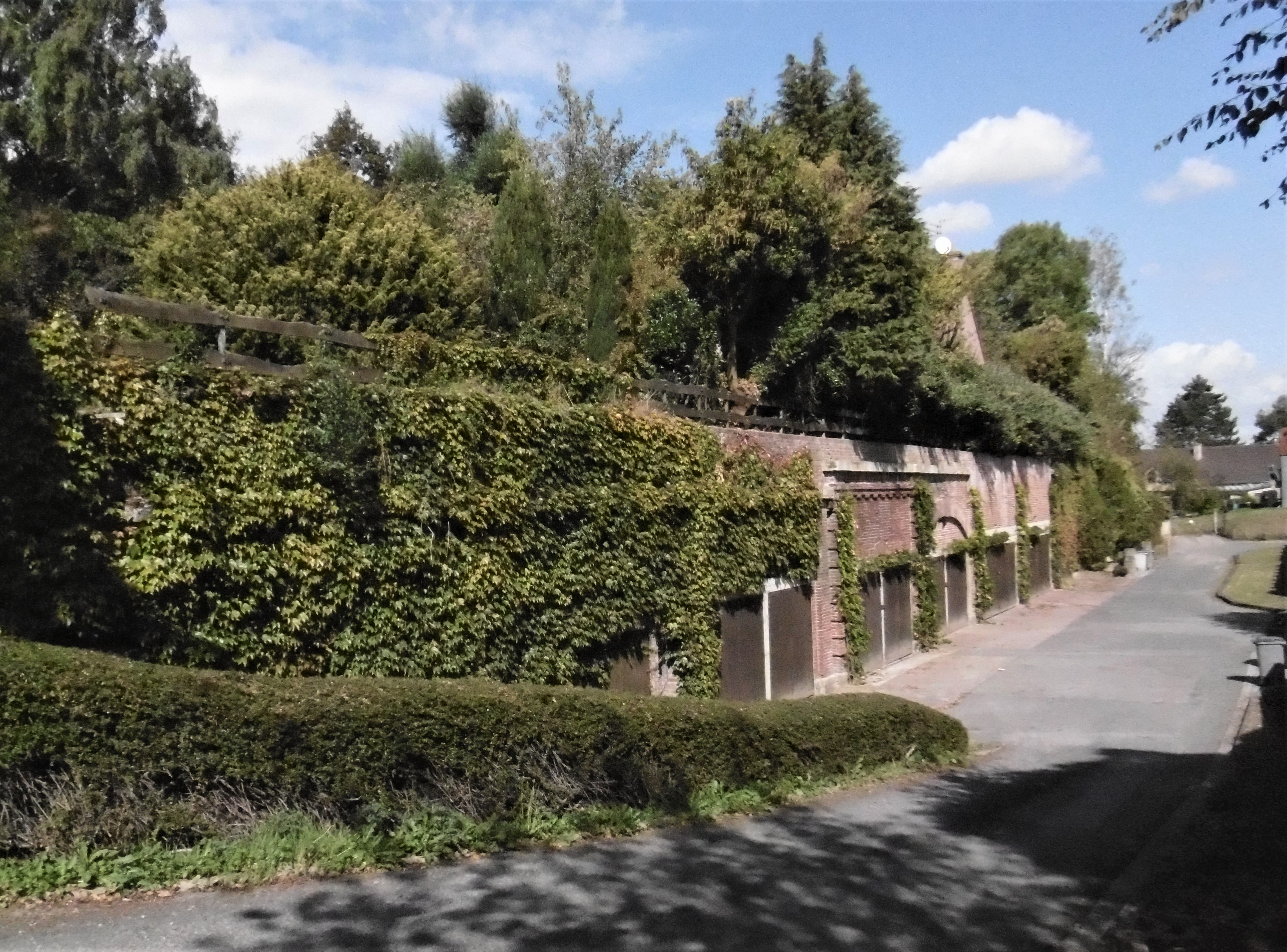
Reste des Forts Sénarmont

- Schloss
- ehemaliges Fort Sénarmont

- Kirche Saint-Laurent
- Schoss Anfang des 20. Jahrhunderts
- Reste des Forts Sénarmont